# Conringia orientalis
Conringia orientalis là một loài thực vật có hoa trong họ Cải. Loài này được (L.) Dumort. mô tả khoa học đầu tiên năm 1827.